# La Bussière (Vienne)
La Bussière é uma comuna francesa na região administrativa da Nova Aquitânia, no departamento de Vienne. Estende-se por uma área de 32,09 km². Em 2010 a comuna tinha 330 habitantes (densidade: 10,3 hab./km²).